# NGC 1330
NGC 1330 је група звезда у сазвежђу Персеј која се налази на NGC листи објеката дубоког неба.
Деклинација објекта је + 41° 40' 32" а ректасцензија 3h 29m 4,4s. Привидна величина (магнитуда) објекта NGC 1330 износи 12,6.